# Scleria valdemuricata
Scleria valdemuricata là loài thực vật có hoa trong họ Cói. Loài này được Kük. miêu tả khoa học đầu tiên năm 1921.